# دیک اورت
دیک اورت (انگلیسی: Dick Everitt; ۳ مهٔ ۱۹۲۲ – ۱۸ مهٔ ۲۰۱۲) بازیکن فوتبال بود.
از باشگاه‌هایی که در آن بازی کرده‌است می‌توان به باشگاه فوتبال وورکساپ تاون اشاره کرد.